# Laporte (Colorado)
Laporte (auch: LaPorte) ist ein  Census-designated place (CDP) in Larimer County, Colorado, Vereinigte Staaten. Die Einwohnerzahl betrug bei der Volkszählung 2000 2.691 und bei der United States Census 2010 2.450.  Der  Postbezirk hat die Postleitzahl 80535.
Der Ort liegt in der Nähe des Cache la Poudre River, nordwestlich von Fort Collins. Ganz in der Nähe entspringt der Fluss den Rocky Mountains.

## Geschichte
La porte bedeutet im Französischen „die Tür“. Der Name verweist darauf, dass hier der Zugang zu allen Gebirgsregionen nördlich des South Platte Rivers liegen. Die ersten Siedler waren frankokanadischen Trappern und Mountain Men, die 1828 dort ihre Blockhütten aufstellten. Es war die erste weiße Siedlung in Larimer County. Antoine Janis zog 1884 in das Gebiet. Eine Gruppe von Mountain Men, Jägern und Trappern erklärte das Gebiet zu ihrem Hauptquartier für die Jagd und den Pelzhandel. Die Siedlung vergrößerte sich und umfasste auch etwa 150 Arapaho, die mit den Siedlern in Frieden lebten.
Im Winter 1849 kam Kit Carson mit seinen Trappern nach Cache la Poudre und kampierte dort. 1860 gründete sich eine Gemeindeverwaltung, die sich zunächst Colona nannte. Etwa 50 bis 60 Blockhäuser wurden am Cache la Poudre River im Tal errichtet. Im November 1861 wurde Colona als County Seat des Colorado-Territorium festgelegt. 1862 erhielt Colona seinen heutigen Namen Laporte und wurde zum Sitz der Mountain Division der Overland Trail Stage Route. Das erste Postbüro öffnete und eine Haltestelle des Overland Trail wurde eingerichtet.
LaPorte wurde schnell ein belebtes Zentrum für Einwanderer. Es gab vier Saloons, eine Brauerei, einen Fleischer, zwei Schmieden, einen Einkaufsladen und ein Hotel in der Stadt. LaPorte wurde so die wichtigste Siedlung nördlich von Denver. 1862 errichtete die United States Army das Camp Collins um die Postkutsche vor Angriffen der  Indianer zu schützen. Außerdem kaufte die Laporte Townsite Company 5,2 km2 Land. 1863 kam die 13. Infanterie von Kansas nach Laporte, die als Eskorte für die Postkutsche auf dem Weg nach Virginia Dale eingesetzt wurde. Während der Flut von 1864 floh die Armee in die Berge. Im August beschloss Colonel Collins das Camp um sechs Meilen zu verlegen.

## Lage und Einwohnerzahl
Nach den Daten des United States Census Bureau hat das CDP eine Größe von etwa 16 km2. Dieses umfasst vor allem eine große Landfläche, nur 100 m2 (etwa 0,49 %) des CDP besteht aus Wasser.
Nach der Volkszählung von 2010 besteht die Bevölkerung von Laporte aus 2.450 Einwohnern in insgesamt 1.057 Haushalten. Die Bevölkerungsdichte betrug 168 Einwohner pro km2. In der Volkszählung wurde auch die Race und Ethnie der Einwohner erhoben. Nach diesem demographischen Merkmal besteht das CDP vornehmlich aus „weißen“ Amerikanern (91,4 %).
Das Durchschnittseinkommen betrug für die gesamten Haushalte 44.301 $ und für Familien (63,1 %) 52.083 $. Das  Prokopfeinkommen betrug 24.118 $.

## Erwähnung in der Literatur
In L. Neil Smiths Gallatin-Universum ist LaPorte eine der größten Städte Nordamerikas und umfasst fast die Hälfte von  Larimer County. Etwa 2 Millionen Menschen leben in dieser Romanreihe in LaPorte.